# Conisbrough
Conisbrough is een plaats in het bestuurlijke gebied Doncaster, in het Engelse graafschap South Yorkshire. In 2011 telde de stad 14.333 inwoners. 

## Bezienswaardigheden
- Conisbrough Castle wordt beschouwd als de oudste plaats in Angelsaksisch en Viking-South Yorkshire
- St Peter's Church gaat door voor het oudste gebouw in South Yorkshire en dateert waarschijnlijk uit de 8e eeuw

## Geboren in Conisbrough
- Tony Christie (1943), zanger